# تکه (بیگ‌نشین آناتولی)
تِکه یا بیگ‌نشین پسرانِ تکه یا بیگ‌نشین تکه (ترکی استانبولی: Tekeoğulları Beyliği، انگلیسی: Beylik of Teke) از بیگ‌نشین‌های آناتولیایی بود که در اوایل قرن چهارده میلادی پس از فروپاشی سلطنت سلجوقیان روم، توسط تُرکان اغوز بنیان نهاده شد که در ناحیه آنتالیای کنونی حکومت می‌کردند.

## تاریخ

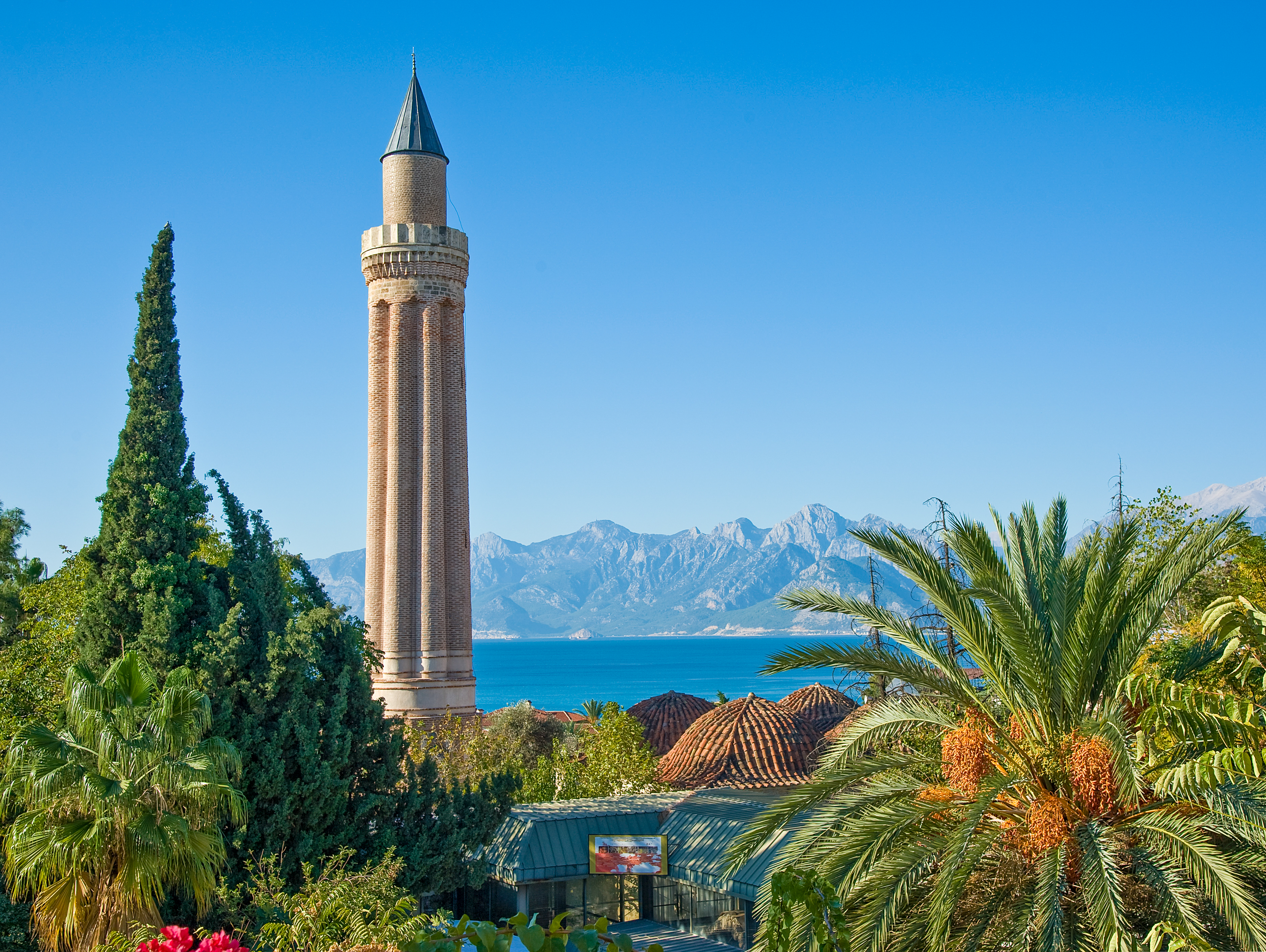
مسجد ییولی مناره، از نمادهای آنتالیا در سال ۱۳۷۵ میلادی تکمیل شد

در سال‌های آخر سلطنت سلجوقیان روم، هنگام پیشروی ایلخانیان به سمت آناتولی، مناطق آناتولی به صورت بیگ‌نشین‌های تُرکمان خودمختار تبدیل شد. در همین دوران، گروهی از تُرکمانان که شاخه‌ای از ایل تکه بودند و در آغاز قرن سیزدهم از سوی سلاطین سلجوقیان روم در آنتالیا مستقر بودند، بیگ‌نشین تکه را تشکیل دادند.
سلطنت مبارزالدین محمدبیگ در نبرد با فرانک‌های قبرس گذشت. آنتالیا برای نخستین بار پس از کنترل ترک‌ها در سال ۱۲۱۶، پادشاه قبرس پیر یکم دو لوسینان در ۲۴ اوت ۱۳۶۱ آنتالیا مرکز تکه‌الی را اشغال کرد و تُرک‌ها مرکز حکومت خود را به کورکودالی انتقال دادند، محمدبیگ ابتدا برای بازپس‌گیری آنتالیا، فروش مواد خوراکی به قبرس را منع کرد. پس از آن، قهرمان‌اوغلو با علاءالدین علی‌بیگ متحد شد و سال بعد با ۴۵ هزار نیرو به آنتالیا آمد و یک جنگ بسیار سنگین درگرفت، اما نتوانست کنترل شهر را به دست بگیرد.
تلاش‌های محمد بیگ، که می‌خواست آنتالیا را پس بگیرد، برای او نام و آوازه در منطقه ایجاد کرد و به او لقب «بیگِ تکه» (Teke Bey) را دادند. در آن زمان، منطقه بین آنتالیا، فینیک، کاش، کالکانلی، میلی، گمبه، المالو، کورکودالی و سریک در جنوب آناتولی و آنتالیا و آلانیا، به تکه الی معروف شد. محمدبیگ که برای بازپس‌گیری آنتالیا اتحادهای گوناگونی را سازمان‌دهی کرده بود، موفق شد در سال ۱۳۷۳ آنتالیا را فتح کند.
در دوره‌های عثمان چلبی و مصطفی بیگ، که جانشین محمدبیگ بودند، بیگ‌نشین تِکه اهمیت گذشته خود را از دست داد. سلطان عثمانی ییلدیریم بایزید در سال ۱۳۹۰ آنتالیا را فتح کرد. او حکومت این مکان را نخست به پسرش عیسی و سپس به فرزند دیگر خود مصطفی سپرد. در سال ۱۳۹۷، منطقه بین آنتالیا و آلانیا کاملاً تحت کنترل عثمانی بود.
بین مرزهای استان امروز آنتالیا و دستور اداری تهیه شده توسط امپراتوری عثمانی برای این منطقه در سده‌های ۱۵ و ۱۶ تفاوت‌هایی وجود دارد. در این قرن‌ها سنجق‌های آلانیا و تِکه در این منطقه قرار داشتند.
آنتالیا بیشتر به دلیل قرار گرفتن در مسیرهای تجاری اهمیت زیادی داشت و در دوره سلجوقی با کشتی و بندر خود از اهمیت بالایی برخوردار بود. آنتالیا تحت حاکمیت سلجوقیان با انجام فعالیتهای مهم تجاری با قبرس به یکی از مهم‌ترین مراکز تجاری دوره تبدیل شد. در اواخر قرن سیزدهم یا در آغاز قرن چهاردهم، آنتالیا بین حمیداوغولار و تِکه اوغولار تقسیم شده بود. در دورهٔ حاکمیت بیگ‌نشین تکه، صلح و توسعه ادامه یافت و فعالیت‌های توسعه و فرهنگی افزایش داشت.
به جز شورش شاهقلی که در سال ۱۵۱۱ تحت سلطنت عثمانی رخ داد، شورش‌های چلبی در قرن شانزدهم، هیچ اتفاق ویژه دیگری در این منطقه رخ نداده‌است. با این حال، در نتیجه این شورش‌ها، تبعیدهای زیادی به جزایری مانند مودون و کرون و مهاجرت‌های گسترده قبایل ترکمان به ایران صورت گرفت.

## ایل تکلو
نام ایل تکلو با خاستگاه آنان (تکه) مرتبط است. این ایل در زمان شاه اسماعیل صفوی همراه با شش ایل بزرگ تُرکمان (ایل افشار، ایل شاملو، ایل استاجلو، ایل ذوالقدر، ایل روملو و ایل قاجار) از آناتولی عثمانی به ایران آمدند و پایه‌های دودمان صفوی را بنیاد گذاردند. تُرکان تکلو از طوایف بزرگ قزلباش بودند که از تکه ایلی (آنتالیا) پس از شورش علیه امپراتوری عثمانی، مهاجرت خود را به ایران در اوایل قرن شانزدهم میلادی آغاز کردند.

## قیام تکلوها علیه عثمانی
شاهقلی بابا تکه‌لی از ایل ترکمان تکلو رهبر شورش علویان طرفدار صفویه در آناتولی و شخصیت کاریزماتیک ترکمانان قرلباش، از اهالی روستای یالیملی در منطقه کورکودالی در شهر آنتالیا بود. یکی از سران این ایل، به نام حسن خلیفه تکلو، معروف به قرابِیِق(پدر شاه قلی بابا) از جانب شیخ جُنَید و شیخ حیدر صفوی از آذربایجان مأمور تبلیغ مذهب شیعه و خاندان شیخ صفی الدین اردبیلی در تکه ایلی شده بود. حسن‌بیگ روملو، مورخ احسن‌التواریخ می‌نویسد، حسن خلیفه دو نوبت به خدمت شیخ حیدر پدر شاه اسماعیل اول رسیده و در حلقه مریدان خاص وی داخل شده‌است. شیخ حیدر او را مأمور کرد که به ولایت خود بازگردد و به ترویج مذهب تشیع و گرد آوردن مریدان همت گمارد.
حسن خلیفه در غاری نزدیک محل زندگی خود به عبادت می‌پرداخت، از این رو در آناتولی به سرعت شهرت فراوانی یافت. او توانست مریدان زیادی را به درگاه خود جذب کند، در این میان به تعلیم فقه به فرزند خود شاه‌قلی پاشا هم می‌پرداخت. آوازه پدر و پسر به گوش سلطان بایزید دوم هم رسید بود و سلطان عثمانی چندین بار برای گرفتن دعا نزد حسن خلیفه بابا رفته و از او طلب دعا در درگاه پروردگار کرده بود.

## شورش علویان آناتولی علیه عثمانی به رهبری شاهقلی بابا
بعد از سال‌ها درگیری‌هایی میان شیعه و سنی در منطقه تکه (آنتالیا) درگرفت که رهبر شیعیان در این درگیری‌ها شاهقلی بابا بود که گسترش این درگیری‌ها سبب شورش شاهقلی بابا در تکه شد. در این درگیری‌ها شاهقلی بابا به پیروزی‌های بزرگی دست یافته بود و شاهزاده کرکوت را در قلعه‌ای در تکه به اسارت گرفته و اموال او را مصادره کرده بود. در سال ۱۵۱۱ میلادی گروهی از شیعیان آناتولی به رهبری شاه قلی بابا تکلو علیه امپراتوری عثمانی شورش کردند و در آن سال شمار زیادی از افراد ایل تکلو (پانزده هزار نفر) برای تقویت سپاه شاه اسماعیل صفوی از آناتولی عثمانی به ایران آمدند. بسیاری از تکلوها پس از شورش وسیع مریدان و پیروان شاه اسماعیل صفوی، به ایران آمدند. رهبر این شورش شاهقلی بابا تکلو، بود که مورخان عثمانی به وی لقب شیطانقلی داده‌اند. شورشیان در مسیر خود به ایران، سپاه قره‌گوزپاشا، بیگلربیگی عثمانی، را در هم شکستند و سپس سپاهیان صدراعظم عثمانی، علی پاشا را مغلوب کردند. در این جنگ، شاهقلی بابا و علی پاشا نیز کشته شدند. سپس حدود بیست هزار جنگجوی تکلو به رهبری میرعلی خلیفه، جانشین شاهقلی بابا، در اطراف آماسیه و قره‌حصار به جنگ و گریز با سپاهیان عثمانی پرداختند در پی همین شورش‌ها، سلطان سلیم اول به شناسایی شیعیان باشنده در قلمرو عثمانی پرداخت و چهل هزار تن از آنان را کشت یا زندانی کرد. با این حال، سران تکلو در دوره شاه اسماعیل از امرای بزرگ قزلباش شدند، از جمله ساروعلی مهردار، برون سلطان حاکم مشهد، چوهه سلطان حاکم کلهر و بعدها حاکم اصفهان، قراجه سلطان حاکم همدان، علی سلطان حاکم قزوین و یکان بیگ. در سال ۱۵۲۷میلادی صدها تن از ایل تکلو برای جنگ با فرخ یسار شروانشاه، همراه سایر قزلباشان در اطراف ارزنجان به شاه اسماعیل اول پیوستند و تا پایان عمر او در بیشتر جنگ‌ها یاری‌اش دادند.

## ایل تکلو و تشکیل قوای قزلباش

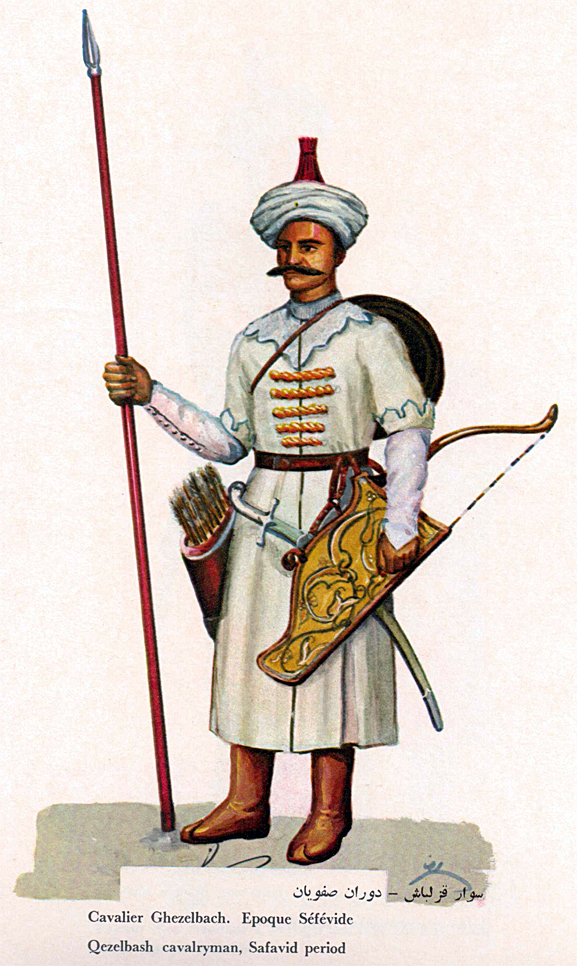
قزلباش

تکیه‌گاه عمده پادشاهان صفوی، قبایل تُرک بودند که در آغاز از هفت قبیله تشکیل می‌شدند و عبارت بودند از: تکه‌لو، شاملو، روملو، استاجلو، افشار، قاجار و ذوالقدر. این قبایل بعدها به نام مشترک قزلباش خوانده شدند.

## میراث

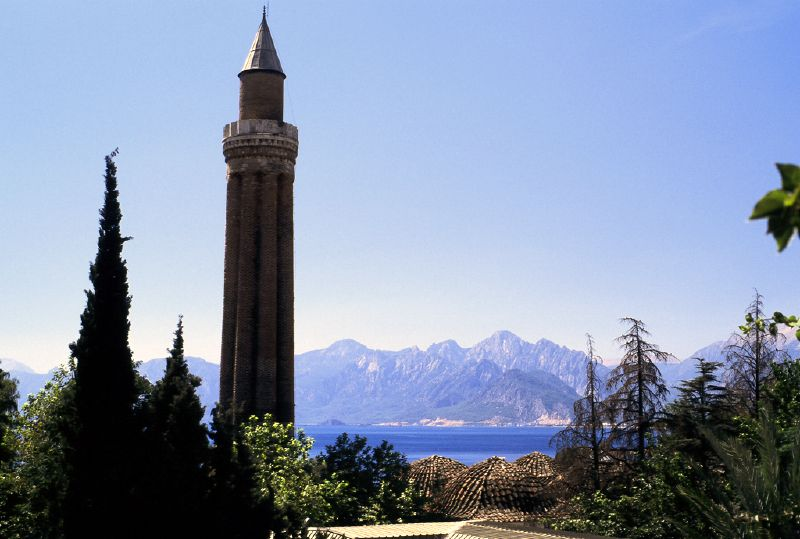
مسجد ییولی مناره

استان آنتالیا در ترکیهٔ امروزی تا سال‌های نخستین جمهوری ترکیه تحت عنوان سنجق تکه (sanjak Teke) نام‌گذاری شده بود. در حال حاضر نیز شبه‌جزیرهٔ غرب آنتالیا شبه‌جزیره تکه نام دارد.

## فهرست حاکمان (بِیگ‌ها)
1. یونس بیگ (۱۳۱۹–۱۳۲۴)
2. محمد بیگ (۱۳۲۴–۱۳۲۸)
3. سنان الدین بیگ (۱۳۲۸–۱۳۵۵)
4. دادی بیگ (۱۳۵۵–۱۳۶۰)
5. مبارزالدین محمد بیگ (۱۳۶۰–۱۳۸۰)
6. عثمان چلبی (۱۳۸۰–۱۳۹۱)
7. حاکم عثمانی (۱۳۹۱–۱۴۰۲)
8. عثمان چلبی (۱۴۲۱–۱۴۰۲)